# Ян Жамбурек
Ян Жамбурек (чеськ. Jan Žambůrek; нар. 13 лютого 2001, Прага) — чеський футболіст, півзахисник данського клубу «Віборг».
Виступав, зокрема, за «Брентфорд» та молодіжну збірну Чехії.

## Клубна кар'єра
Народився 13 лютого 2001 року в місті Прага. Вихованець юнацьких команд футбольних клубів «Богеміанс 1905», «Славія».
У дорослому футболі дебютував 2018 року виступами за команду «Брентфорд», у якій провів два сезони, взявши участь у 17 матчах чемпіонату.
Протягом 2020—2021 років захищав кольори клубу «Шрусбері Таун».
Своєю грою за останню команду знову привернув увагу представників тренерського штабу клубу «Брентфорд», до складу якого повернувся 2021 року. Цього разу відіграв за клуб з Лондона наступний сезон своєї ігрової кар'єри.
До складу клубу «Віборг» приєднався 2022 року. Станом на 2 липня 2023 року відіграв за команду з Віборга 24 матчі в національному чемпіонаті.

## Виступи за збірні
У 2016 році дебютував у складі юнацької збірної Чехії (U-15), загалом на юнацькому рівні взяв участь у 45 іграх, відзначившись 5 забитими голами.
Протягом 2021–2023 років залучався до складу молодіжної збірної Чехії. На молодіжному рівні зіграв у 13 офіційних матчах.

## Статистика виступів

### Статистика клубних виступів
| Сезон                 | Команда               | Чемпіонат             | Чемпіонат | Чемпіонат | Національний кубок | Національний кубок | Національний кубок | Континентальні кубки | Континентальні кубки | Континентальні кубки | Інші змагання | Інші змагання | Інші змагання | Усього | Усього |
| Сезон                 | Команда               | Ліга                  | Ігор      | Голів     | Ліга               | Ігор               | Голів              | Ліга                 | Ігор                 | Голів                | Ліга          | Ігор          | Голів         | Ігор   | Голів  |
| --------------------- | --------------------- | --------------------- | --------- | --------- | ------------------ | ------------------ | ------------------ | -------------------- | -------------------- | -------------------- | ------------- | ------------- | ------------- | ------ | ------ |
| 2018–19               | «Брентфорд»           | ЧФЛ                   | 1         | 0         | КА+КЛ              | 0                  | 0                  |                      | -                    | -                    |               | -             | -             | 1      | 0      |
| 2019–20               | «Брентфорд»           | ЧФЛ                   | 16        | 0         | КА+КЛ              | 2+1                | 0                  |                      | -                    | -                    |               | -             | -             | 19     | 0      |
| жовт. 2020-січ. 2021  | «Шрусбері Таун»       | FL1                   | 6         | 0         | КА+КЛ              | 0                  | 0                  |                      | -                    | -                    | FLT           | 3             | 0             | 9      | 0      |
| січ.-черв. 2021       | «Брентфорд»           | ЧФЛ                   | 6         | 0         | КА+КЛ              | 1+2                | 0                  |                      | -                    | -                    |               | -             | -             | 9      | 0      |
| 2021-січ. 2022        | «Брентфорд»           | ПЛ                    | 0         | 0         | КА+КЛ              | 0                  | 0                  |                      | -                    | -                    |               | -             | -             | 0      | 0      |
| Усього за «Брентфорд» | Усього за «Брентфорд» | Усього за «Брентфорд» | 23        | 0         |                    | 6                  | 0                  |                      | -                    | -                    |               | -             | -             | 29     | 0      |
| січ.-черв. 2022       | «Віборг»              | СЛ                    | 5+9       | 0         | КД                 | -                  | -                  |                      | -                    | -                    |               | -             | -             | 14     | 0      |
| 2022–23               | «Віборг»              | СЛ                    | 14        | 1         | КД                 | 3                  | 0                  | ЛК                   | 6                    | 0                    |               | -             | -             | 23     | 1      |
| Усього за «Віборг»    | Усього за «Віборг»    | Усього за «Віборг»    | 19+9      | 1+0       |                    | 3                  | 0                  |                      | 6                    | 0                    |               | -             | -             | 37     | 1      |
| Усього за кар'єру     | Усього за кар'єру     | Усього за кар'єру     | 57        | 1         |                    | 9                  | 0                  |                      | 6                    | 0                    |               | -             | -             | 72     | 1      |